# 荒木勇
荒木 勇（あらき いさむ、1937年（昭和12年）5月20日 - ）は、日本の政治家。弁護士。元千葉県習志野市長。旭日中綬章受章。

## 経歴
佐賀県出身。明治大学法学部卒業。
東京弁護士会常任議員を経て、1991年（平成3年）習志野市長に当選。2011年（平成23年）まで務めた。

## 栄典
2014年 春の叙勲で旭日中綬章を受章